# 榊原政殊
榊原 政殊 （さかきばら まさよし、生年不詳 - 享保7年5月18日（1722年7月1日））は、江戸時代前期の武士。江戸幕府の旗本。姫路藩榊原氏の分家出身。幼名は七之丞。通称は主計、采女。官位は従五位下、周防守。

## 経歴
幕府旗本の榊原政喬（500石800俵）の長男として誕生。母は榊原直勝（姫路藩榊原家の家臣）の娘。延宝8年（1680年）閏8月27日にはじめて将軍徳川綱吉に拝謁した。元禄4年（1691年）12月5日に家督相続し、小普請（無役の小旗本）に列する。元禄5年（1692年）3月25日に桐間番に列し、元禄6年（1693年）7月2日には近習番、25日には小納戸役となり、綱吉の側近くに仕えた。しかし綱吉の不興を買ったか、元禄7年（1694年）2月2日に突然小普請入りにされたのち、閏5月9日から書院番となった。元禄10年（1697年）7月26日切米800俵が相模国鎌倉郡・下総国芳賀郡に800石の領地に改められ、すでに領している上野国邑楽郡・山田郡500石と合わせて都合1,300石を領した。その後、火事場目付となり、元禄13年（1700年）1月23日までつとめた。
元禄14年（1701年）3月14日、赤穂藩主浅野長矩が江戸城中で吉良義央に刃傷に及んだため、赤穂藩は改易処分されることとなった。3月28日、政殊と荒木政羽（1,500石）が赤穂城の収城目付（幕府常設の役職「目付」職とは異なる）に任じられた。代官の石原正氏、岡田俊陳を合わせた四名は赤穂城に赴いた際、浅野家筆頭家老大石良雄から再三にわたってお家再興の嘆願を受けた。当初一同は無言を通していたが、大石の必死さを見かねた石原が荒木に対して幕閣への取りなしを打診し、荒木や榊原はこれを了承して大石は礼を述べた、と伝わる 。
正徳2年（1712年）に日向国延岡城から三浦明敬が転封となり、代わって牧野成央が入った際も、久留嶋通富とともに同地に入って城引渡しの任にあたる。正徳3年（1713年）8月28日書院番の組頭に昇進し、12月21日には布衣（六位相当になったことを意味する）を着用することを許された。享保4年（1719年）8月15日には京都に派遣されて霊元上皇付きとなった。享保5年（1720年）1月3日に従五位下周防守に叙任。享保6年（1721年）10月4日に職を辞して寄合（無職の旗本）に列した。
享保7年（1722年）5月18日に死去。湯島の凉智院に葬られた。法名は政殊。家督は長男の政礼が継いだ。